# Kung (langue)
Pour les articles homonymes, voir Kung.
Ne doit pas être confondu avec !Kung (langue).
Le kung est une langue bantoïde des Grassfields du groupe Ring parlée dans le Nord-Ouest du Cameroun, dans le département du Menchum, l'arrondissement de Fungom (Zhoa), pratiquement dans un seul village du même nom, Kung.
Parlée par environ 600 personnes en 2011, c'est une langue moribonde (statut 8a).